# Dakosaurus

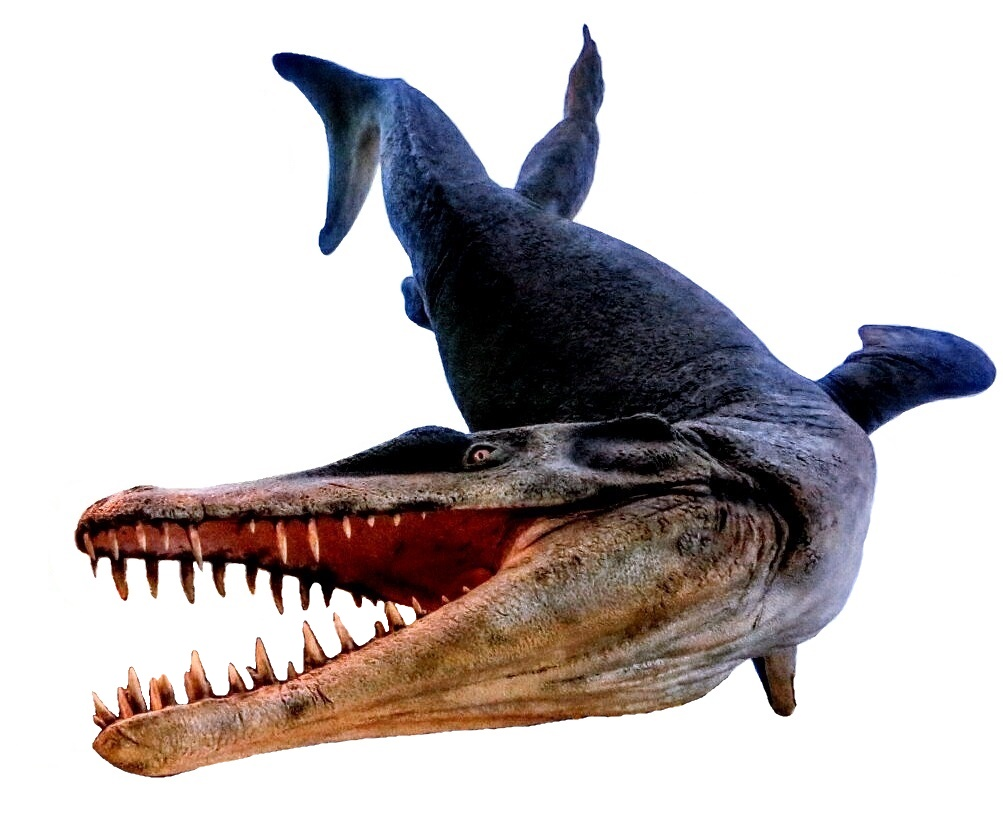
Dakosaurus.

Dakosaurus es un género extinto de la familia Metriorhynchidae que vivió durante el Jurásico Superior y el Cretácico Inferior. Era un animal grande, con dientes aserrados en los bordes y comprimidos en ambos lados. 
El género fue establecido por Friedrich August von Quenstedt en 1856 para un diente aislado llamado Geosaurus maximus por Plieninger. Dakosaurus era un carnívoro que pasaba la mayor parte de su vida, si no toda, en el mar. La extensión de esta adaptación a la vida marina implicaría que posiblemente se apareaba y tenía a sus crías en el agua, pero dado que no se conocen huevos o nidos referidos a Dakosaurus o alguno de sus parientes cercanos, la cuestión de si paría como los delfines y los ictiosaurios o anidaba en las costas como las tortugas es un misterio. Su nombre Dakosaurus significa "lagarto mordedor", y se deriva del griego Dakos- ("morder") y σαῦρος -sauros ("lagarto").

## Descubrimiento y especies

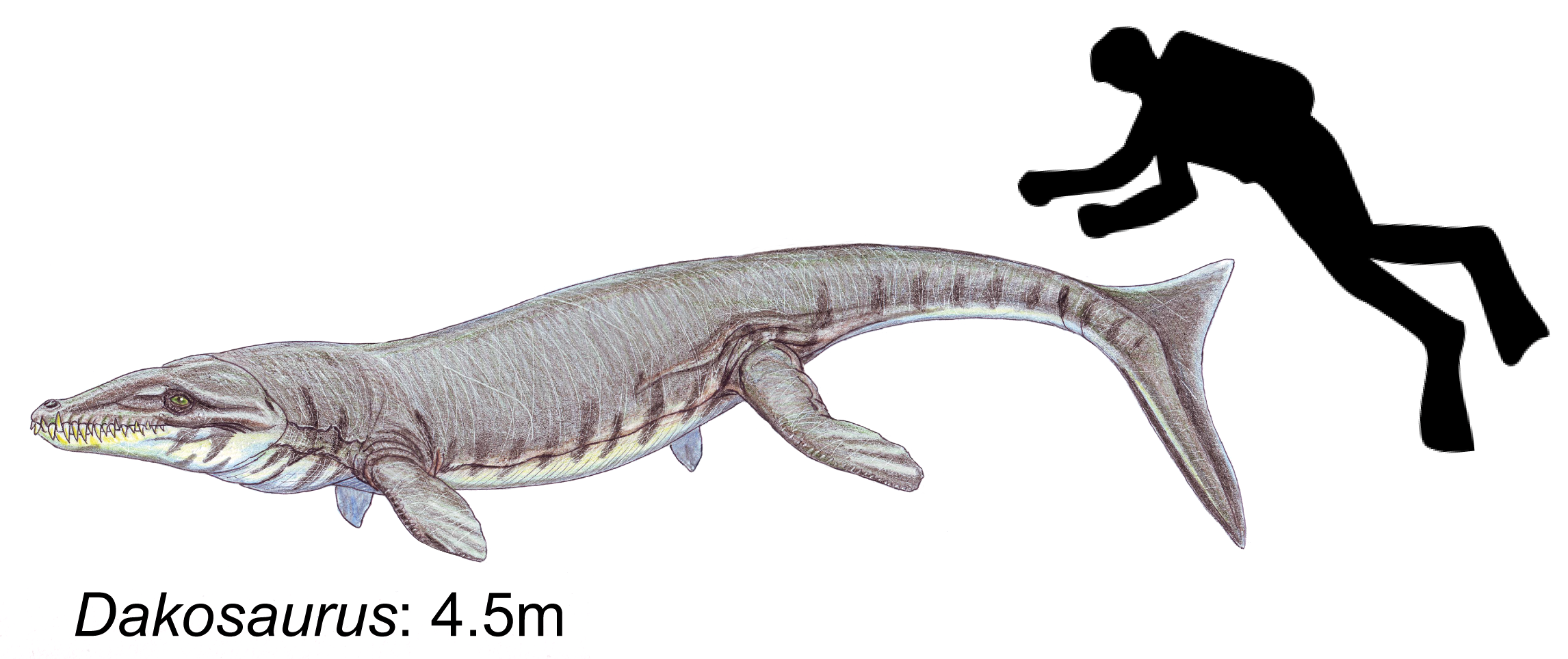
Tamaño de D. maximus.

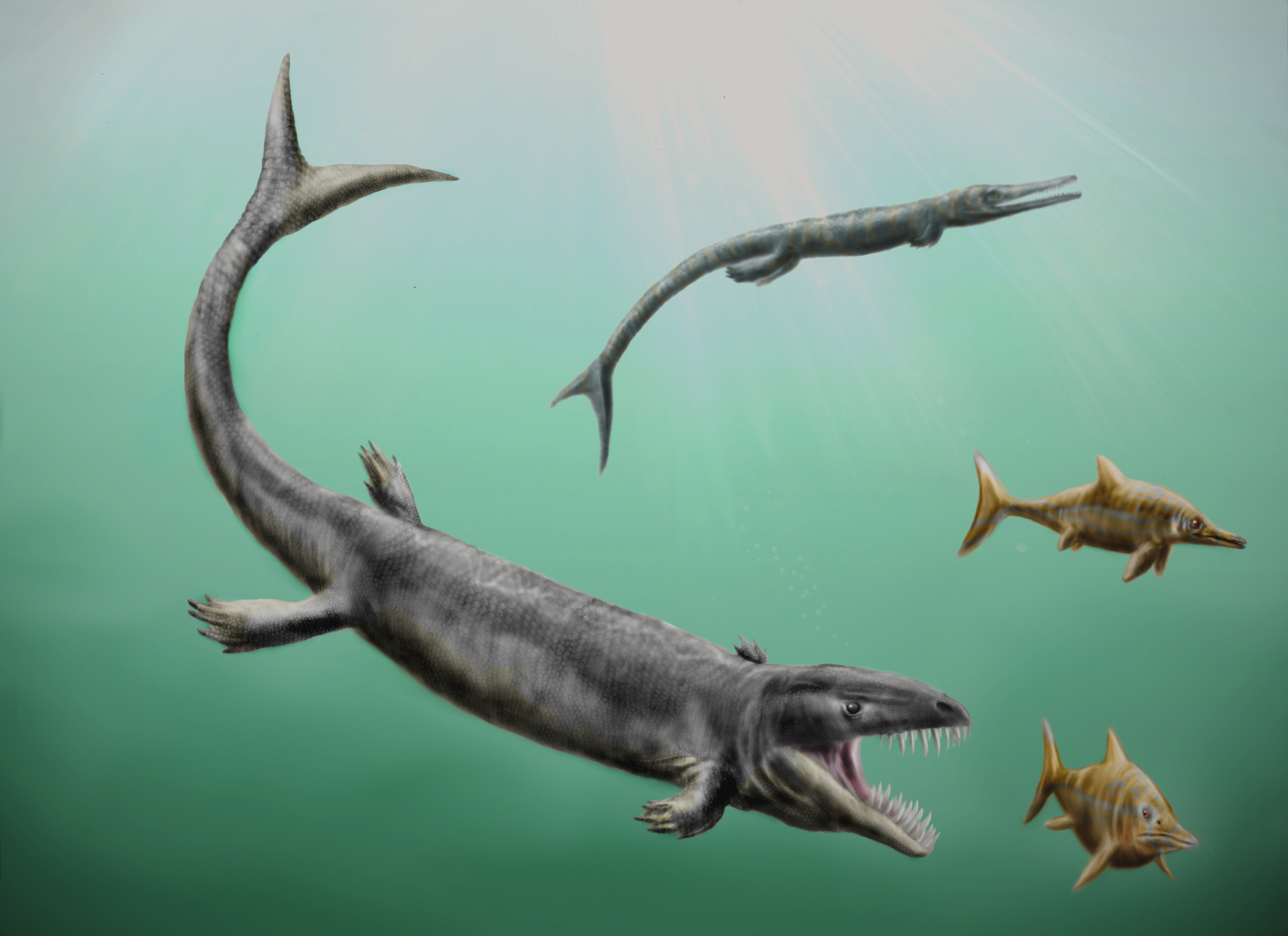
D. andiniensis persiguiendo ictiosaurios con Cricosaurus al fondo.

Cuando se descubrieron por primera vez en Alemania dientes aislados de Dakosaurus, se interpretaron erróneamente como pertenecientes al dinosaurio terópodo Megalosaurus. En 1856 von Quenstedt hizo de los dientes del Geosaurus maximus de Plieninger un nuevo género con el nombre Dakosaurus. Él interpretó la etimología del griego dakos como "Biss" [mordida] en 1858 en alemán, añadiendo "denn wenige kommen seinem furchtbaren Gebiss gleich” [pues pocos pueden igualar su terrible conjunto de dientes]. Él más tarde dio como significado más preciso de dakos "Beisser" [mordedor] en otra descripción en 1839 en la cual clasificó a Dakosaurus como un dinosaurio.
Especímenes fósiles referibles a Dakosaurus son conocidos de yacimientos del Jurásico tardío de Inglaterra, Francia, Suiza, Alemania, Polonia, Rusia, Argentina, y México. Dientes asignables a Dakosaurus son conocidos de Europa del Oxfordiense.

### Especies válidas
La especie tipo Dakosaurus maximus, nombre que significa "gran lagarto mordedor", es conocida de descubrimientos de fósiles en Europa occidental (Inglaterra, Francia, Suiza y Alemania) del Jurásico tardío (finales del Kimmeridgiense - principios del Titoniense).
Dakosaurus andiniensis, que significa "lagarto mordedor de los Andes", fue descubierto por primera vez en 1987 en la cuenca de Neuquén, un muy rico lecho fosilífero en Argentina. Sin embargo, no fue hasta 1996 que el nombre binomial Dakosaurus andiniensis fue erigido. Dos cráneos recientemente descubiertos indican que D. andiniensis es único entre los metriorrínquidos (la más especializada familia de crocodilianos adaptada a la vida marina) con su cráneo corto y alto (el cual dio lugar al apodo de "Godzilla" con que se le conoce). Esta especie tiene un rango temporal desde el fin del Jurásico hasta principios del Cretácico (Titoniense tardío - Berriasiense inicial).
Dakosaurus nicaeensis fue nombrado en 1913 por Ambayrac, quien lo clasificó erróneamente como un dinosaurio megalosáurido. Esta es la especie tipo del género Aggiosaurus. Buffetaut en 1982 demostró que de hecho era un metriorrínquido, cercanamente relacionado con Dakosaurus, si no era un miembro de este. Como el espécimen tipo estaba mal preservado, se le consideraba como un nomen dubium. En 2009, Young y Andrade publicaron una redescripción de Geosaurus, examinando sus relaciones y la validez de las especies compredidas en este género. Su conclusión respecto a Aggiosaurus es que debía ser el sinónimo más moderno de Dakosaurus.

### Especie no nombrada
Especímenes consistentes en cráneos incompletos de Dakosaurus han sido descubiertos en rocas de edad Kimmeridgiense (Jurásico tardío) de México.

## Taxonomía y filogenia

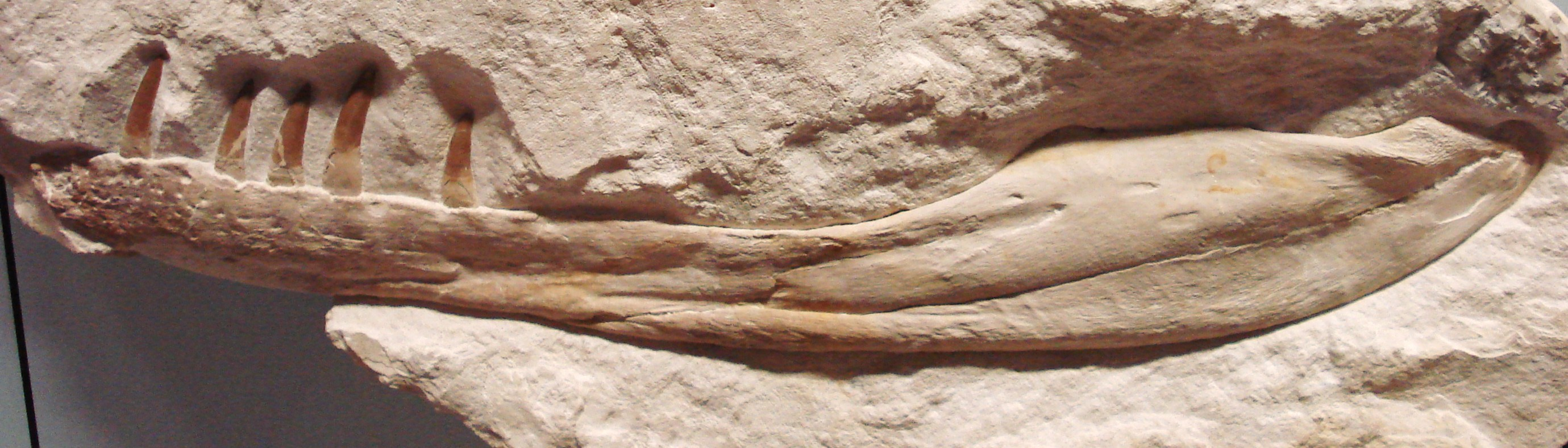
Espécimen de D. maximus SMNS 82043

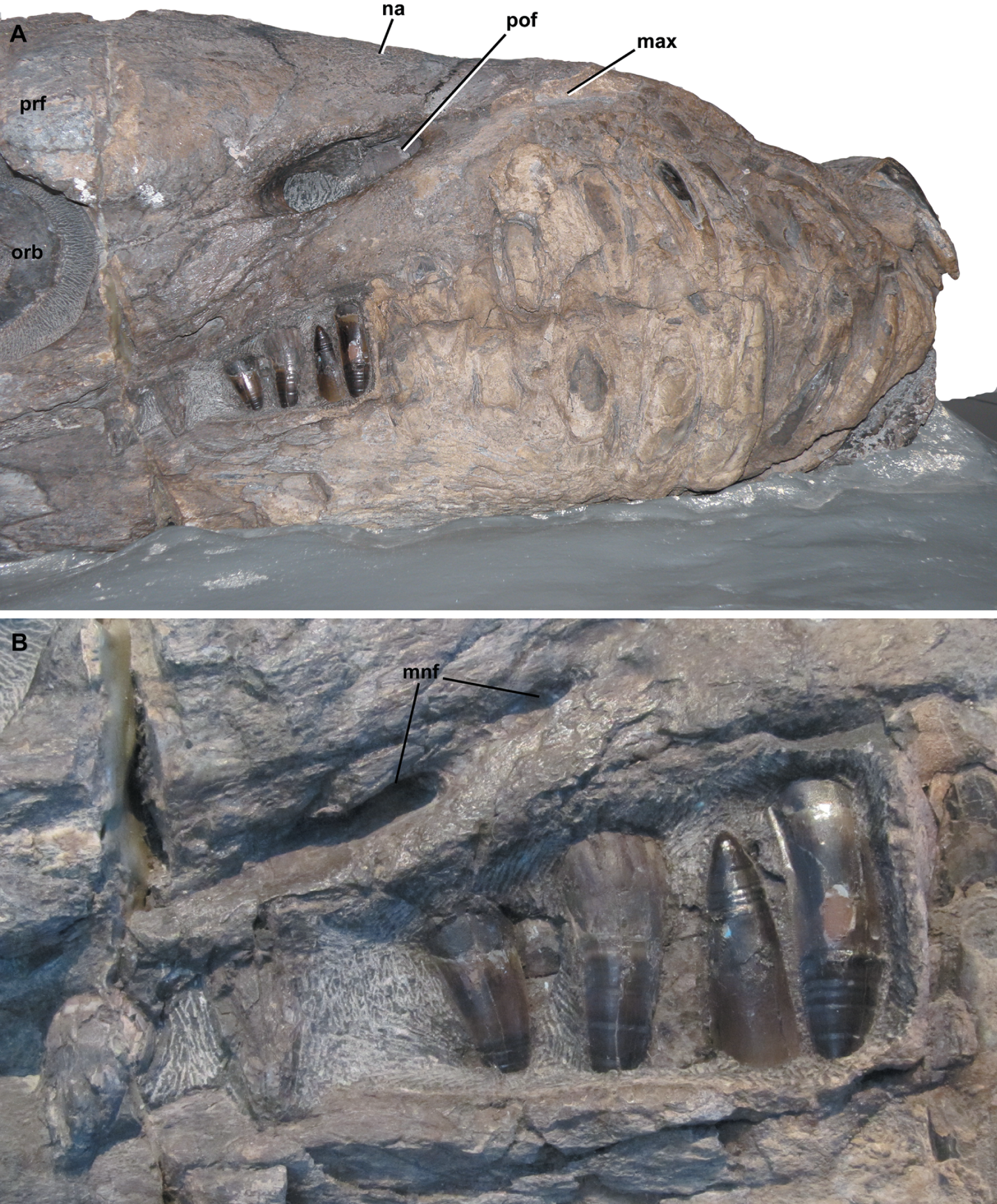
Espécimen de D. andiniensis MOZ 6146P

El género Plesiosuchus se ha considerado como sinónimo más moderno de Dakosaurus, mientras que Dacosaurus es un error de escritura. Recientes análisis filogenéticos sin embargo, no apoyan la monofilia de Dakosaurus, aunque las especies D. maximus y D. andiniensis sí constituyen un grupo natural.
Cladograma según el análisis de Cau y Fanti (2010).
|  | D. manselii                                                   |
|  |                                                               |
|  | \| \| D. andiniensis \| \| \| \| \| \| D. maximus \| \| \| \| |
|  |                                                               |
|  | D. andiniensis                                                |
|  |                                                               |
|  | D. maximus                                                    |
|  |                                                               |

|  | D. andiniensis |
|  |                |
|  | D. maximus     |
|  |                |

|  | D. manselii                                                   |
|  |                                                               |
|  | \| \| D. andiniensis \| \| \| \| \| \| D. maximus \| \| \| \| |
|  |                                                               |
|  | D. andiniensis                                                |
|  |                                                               |
|  | D. maximus                                                    |
|  |                                                               |

|  | D. andiniensis |
|  |                |
|  | D. maximus     |
|  |                |

Cladograma siguiendo el estudio posterior de Young et al. (2011).
|  | Dakosaurus sp. (México)                                       |
|  |                                                               |
|  | \| \| D. andiniensis \| \| \| \| \| \| D. maximus \| \| \| \| |
|  |                                                               |
|  | D. andiniensis                                                |
|  |                                                               |
|  | D. maximus                                                    |
|  |                                                               |

|  | D. andiniensis |
|  |                |
|  | D. maximus     |
|  |                |

|  | Dakosaurus sp. (México)                                       |
|  |                                                               |
|  | \| \| D. andiniensis \| \| \| \| \| \| D. maximus \| \| \| \| |
|  |                                                               |
|  | D. andiniensis                                                |
|  |                                                               |
|  | D. maximus                                                    |
|  |                                                               |

|  | D. andiniensis |
|  |                |
|  | D. maximus     |
|  |                |

## Palaeobiología

### Morfología

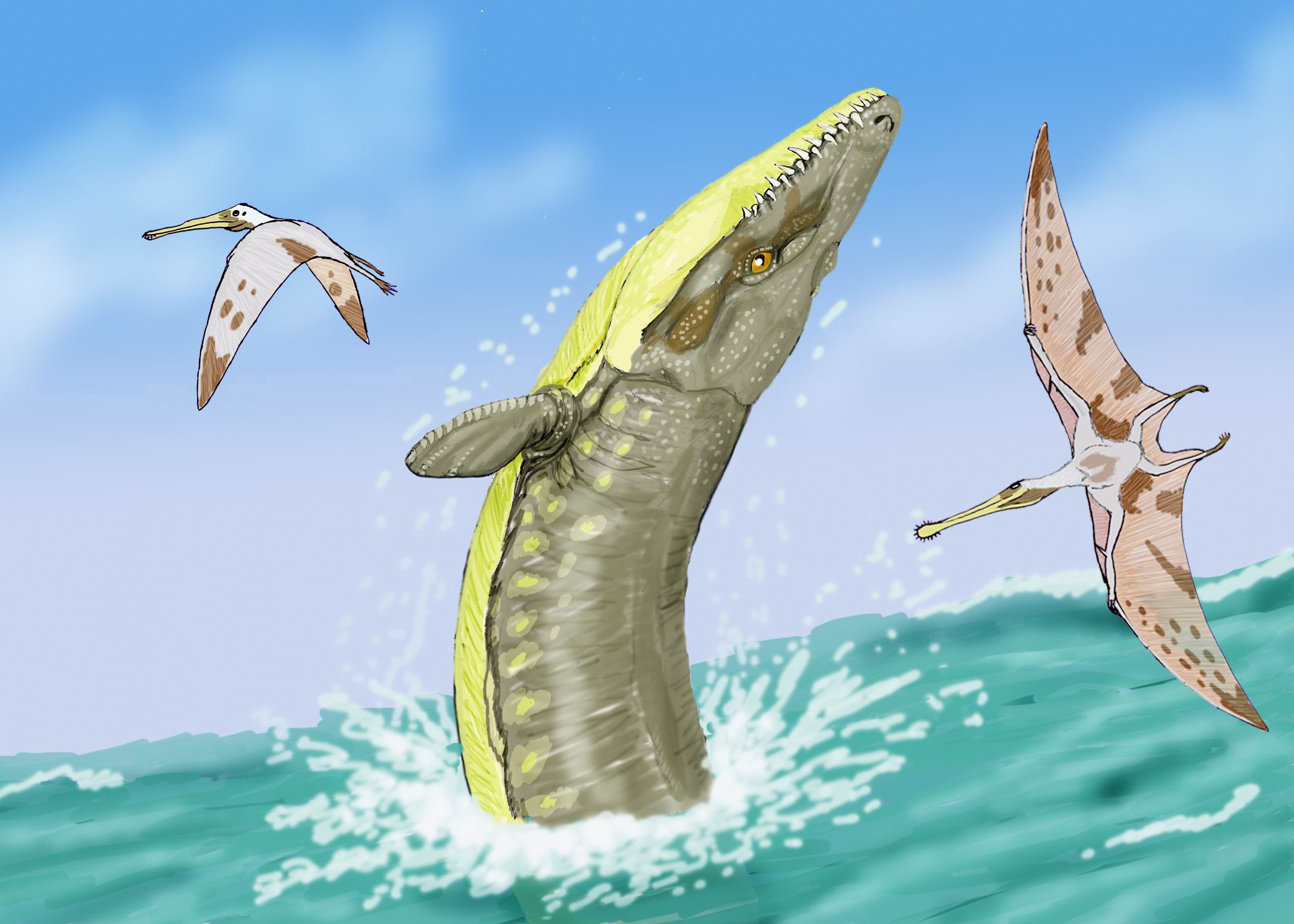
Dakosaurus maximus saltando para atrapar a unos pterosaurios

Todas las especies actualmente conocidas tienen aproximadamente entre cuatro a cinco metros de longitud, lo que comparado a los cocodrilos vivientes, hace que Dakosaurus pueda ser considerado una especie de gran tamaño. Su cuerpo era hidrodinámico para mayor eficiencia en su desplazamiento por el agua, lo que junto a su cola con aleta lo hacía un nadador mucho más eficiente que los actuales cocodrilos.

### Glándulas de sal
Los cráneos incompletos recuperados de la especie mexicana de Dakosaurus preservan una cámara en la que posiblemente se alojaba una desarrollada glándula salina (conocida también en Geosaurus y Metriorhynchus). Infortunadamente, no hay ninguna evidencia preservada de las glándulas mismas.

### División ecológica
Dakosaurus maximus es una de las varias especies de metriorrínquidos preservadas en la formación Mörnsheim (en la caliza de Solnhofen, principios del Titoniano) de Baviera, Alemania. Cohabitando junto a otras tres especies de esta familia, se ha hipotetizado que debió haber una separación en nichos ecológicos que les permitía a varias especies relacionadas de crocodilianos coexistir. Dakosaurus y Geosaurus giganteus era probablemente los depredadores superiores en esta formación, teniendo ambos grandes cráneos de hocico corto y dientes aserrados. Las otras dos especies (Cricosaurus suevicus y Rhacheosaurus gracilis) y el teleosáurido Steneosaurus debieron haberse alimentado sobre todo de peces.
Del ligeramente más antiguo Nusplingen Plattenkalk (fines del Kimmeridgiense) del sur de Alemania, tanto D. maximus como Cricosaurus suevicus son contemporáneos. Como en Solnhofen, Dakosaurus era el depredador mayor, mientras que C. suevicus era un devorador de peces.

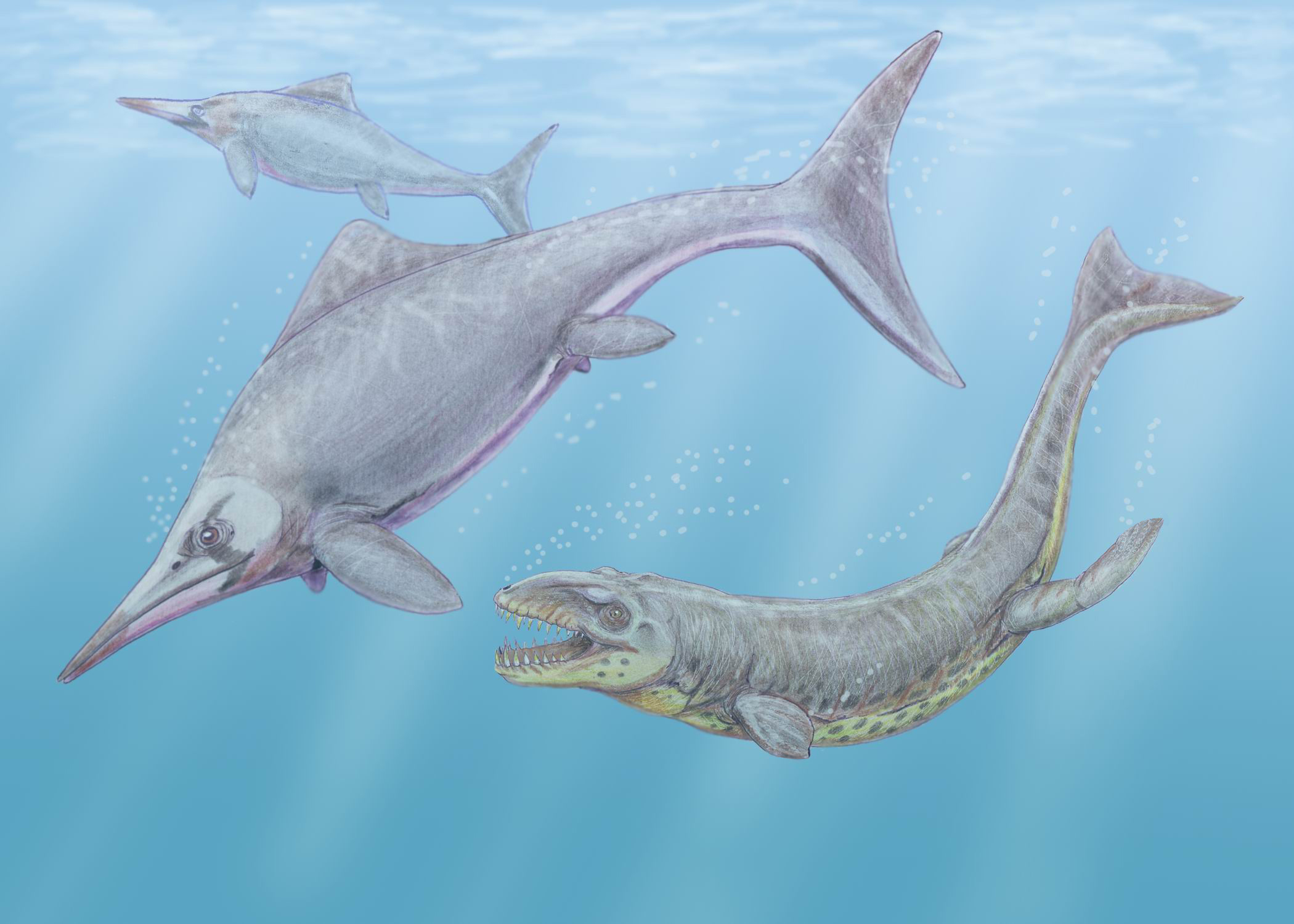
Dakosaurus andiniensis persiguiendo a un Caypullisaurus

### Dieta
Dakosaurus fue el único crocodiliforme marino que evolucionó dientes tanto comprimidos lateralmente como aserrados; no sólo eso, sino que eran mucho más grandes que los de cualquier otro tipo de metriorrínquido. Estas características - las cuales son análogas a los dientes de la moderna orca -, junto a su morfología lo incluyen en el grupo de "cortadores" del análisis de morfolgía dental de Massare (1987) lo que indica que Dakosaurus era un depredador superior.
Las fenestras supratemporales de los cráneos de Dakosaurus deben haber tenido anclados grandes músculos abductores (que se encargan del cierre de las mandíbulas), asegurando así una poderosa mordida. Con sus cráneos de perfil triangular, con dientes aserrados de profundas raíces y una bulbosa sínfisis mandibular (como los pliosaurios), los dakosaurios deben haber sido capaces de alimentarse girando (desgarrando pedazos de carne de sus presas potenciales).